# バクー・トロリーバス
バクー・トロリーバス（アゼルバイジャン語: Bakı trolleybusu、ロシア語: Бакинский троллейбус）は、かつてアゼルバイジャンの首都・バクー市内に存在したトロリーバス路線。1941年に開通したが、2006年までに廃止された。

## 概要
ソビエト連邦（ソ連）時代の1941年12月5日に開通したバクー市内のトロリーバス路線。当初は全長7.5 kmの路線を有していたが、以降は延伸を重ね、特に1970年代から1980年代にかけては大規模な拡張が実施され、同年代には32系統、営業キロ300 km以上の路線網となった。車両についてはソ連各地やチェコスロバキア（現：チェコ）の車両が多数導入された一方、1960年代には地元・バクーの工場で路線バスを基にしたBTL-62形トロリーバスの生産も実施された。
だが、ソビエト連邦の崩壊後は停電や低速運転による運転の不安定さが起因となり、一部を除いたほとんどの系統が不採算路線となった。その結果路線網は縮小を続け、2006年7月に廃止された16号線をもって全区間の営業運転が終了した。